# 如果雨之後 (韓國電影)
，是一部2021年上映的韓國電影，描述行動通訊尚未普及的2003年，一對分隔兩地、生活沒有夢想與目標的年輕男女，偶然透過一封信給彼此帶來安慰與成長，並約定在下雨的12月31日見面的感性青春故事。

## 演員陣容

### 主要演員
- 姜河那（童年：高宇臨） 飾演 朴英浩
- 千玗嬉（童年：崔明彬） 飾演 孔素熙

### 其他演員
- 李雪（童年：元智友） 飾演 孔素妍
- 姜泳錫 飾演 書蟲
- 成民秀 飾演 英浩父親
- 李恆娜 飾演 素熙母親
- 高健漢（童年：李允宇） 飾演 鐘國
- 禹貞媛 飾演 女老師
- 柳惠琳 飾演 女助教
- 朴世賢 飾演 高中生

### 友情出演
- 金成均 飾演 補習班講師

### 特別出演
- 姜素拉 飾演 秀珍
- 林周煥 飾演 朴英煥

## 發行
本片於2021年4月28日在南韓上映。上映前兩周，製作公司Kidari ENT宣布於2021年5月7日在台灣上映。4月29日，發表隔天（4月30日）在美國芝加哥、紐約、洛杉磯及丹佛等地上映的消息。2021年12月17日起，日本東京、大阪、北海道等地陸續上映。

### 票房
韓國首映期間因疫情升溫，提高社交距離規範，電影院座位數及營業時間皆受到限制。儘管如此，上映首日便登上票房第一，並連續八天排名第一，成為當周票房冠軍。5月24日，累計突破36萬觀影人次，並於韓國有線電視IPTV及VOD影音平台正式上線。

## 獎項
| 年度 | 大獎             | 獎項           | 入圍者 | 結果 |
| ---- | ---------------- | -------------- | ------ | ---- |
| 2021 | 第41屆黃金攝影獎 | 最佳女主角     | 千玗嬉 | 獲獎 |
| 2021 | 第41屆黃金攝影獎 | 最佳新人攝影獎 | 柳一昇 | 獲獎 |